# Nikita Jurjewitsch Glaskow
Nikita Jurjewitsch Glaskow (russisch Никита Юрьевич Глазков; * 16. April 1992 in Moskau) ist ein russischer Degenfechter.

## Erfolge
Nikita Glaskow gab im März 2011 beim Weltcup in Tallinn sein internationales Debüt. Mit der russischen Mannschaft belegte er sowohl bei den Weltmeisterschaften 2017 in Leipzig als auch 2018 in Wuxi den dritten Platz. Die Europameisterschaften 2017 in Tiflis, 2018 in Novi Sad und 2019 in Düsseldorf beendete Glaskow im Mannschaftswettbewerb auf dem ersten Platz und wurde jeweils Europameister.
Bei den 2021 ausgetragenen Olympischen Spielen 2020 in Tokio ging Glaskow für die unter dem Teamnamen „ROC“ startende russische Delegation in der Mannschaftskonkurrenz an den Start. Er bildete dort zusammen mit Sergei Bida, Sergei Chodos und Pawel Suchow ein Team. Nach einem 45:34-Erfolg gegen Italien und einem 45:38-Sieg gegen die chinesische Équipe trafen die Russen im Duell um den Olympiasieg auf die japanische Mannschaft. Mit 36:45 waren sie dieser unterlegen und erhielten damit die Silbermedaille.